# Фридрих V фон Шьонбург-Глаухау
Фридрих V фон Шьонбург-Глаухау (на немски: Friedrich V (Fritz) von Schönburg; † 1352) е господар на Шьонбург, Глаухау и Пуршенщайн в Курфюрство Саксония.

## Произход
Той е син на Фридрих III фон Шьонбург († 1310) и съпругата му Мехтилд фон Гера († сл. 1309), дъщеря на фогт Хайнрих I фон Гера († 1269/1274) и Лойкард фон Хелдрунген († 1279). Брат е на Херман V фон Шьонбург-Глаухау († 1335), женен за Мехтилд фон Вилденфелс, господарка на Глаухау († сл. 1335).
През 1352 г. фамилията на господарите фон Шьонбург купува господството Пуршенщайн с град Зайда от братята Бореш и Славко фон Ризенбург. Те резидират първо в замък Зайда и по-късно в замък Пуршенщайн.

## Фамилия
Фридрих V фон Шьонбург-Глаухау се жени за Юдит фон Лойхтенбург († сл. 1356). Те имат трима сина и една дъщеря:
- Албрехт I фон Шьонбург-Пуршенщайн († сл. 1353)
- Фридрих VIII фон Шьонбург-Пуршенщайн († сл. 1379), женен за Катарина фон Йорлинг († сл. 1394)
- Дитрих II фон Шьонбург-Егерберг († сл. 1379), женен за София († сл. 1379)
- София фон Шьонбург, омъжена за Хайнрих фон Елстерберг († сл. 1384)